# Union des étudiants d’Europe
Pour les articles homonymes, voir ESU.
L'Union des étudiants d’Europe (European Students' Union ou ESU et anciennement European Student Information Bureau ou ESIB en anglais) est la fédération européenne d'associations et de syndicats étudiants d'Europe.
Elle fédère 45 organisations nationales, de 40 pays d'Europe, représentant plus de 20 millions d'étudiants[réf. nécessaire] et est chargée de défendre les intérêts des étudiants européens, en particulier auprès des institutions de l'Union européenne, du groupe de Bologne, du Conseil de l'Europe et de l'Organisation des Nations unies pour l'éducation, la science et la culture.
Elle a adopté son nouveau nom lors de son Board Meeting de Londres, du 10 au 13 mai 2007.
Les organisations membres qui ont le français comme langue officielle sont la Fédération des associations générales étudiantes (FAGE) pour la France, la Fédération des étudiants francophones (FEF) pour la Belgique francophone, l'Union Nationale des Etudiants Suisse (VSS-UNES-USU) pour la Suisse et l'Union national des étudiant-e-s du Luxembourg (UNEL) pour le Luxembourg.

## Histoire
Le 17 octobre 1982, sept syndicats étudiants nationaux, du Royaume-Uni (NUS UK), de Suède (SFS), d'Islande (SHI), de France (UNEF-ID), du Danemark (DSF), de Norvège (NSU) et d'Autriche (Öh) décident de créer le WESIB (Western European Students Information Bureau). L'organisation change de nom en 1990, laissant tomber le W (indiquant qu'elle regroupait les pays d'Europe de l'Ouest) pour pouvoir intégrer les ex-pays soviétiques. L'organisation change une nouvelle fois de nom, toujours en lien avec l'évolution de sa structure, en 1992, car sa mission a évolué. Du partage d'information elle est passée à la représentation des étudiants auprès des institutions européennes.

## Comités exécutifs
| Année (Mandat) | Président                           | Vice-Président                  | Comités Exécutif | Coordinateurs |
| -------------- | ----------------------------------- | ------------------------------- | --- | --- |
| 2023-2024      | Horia-Șerban Onița                  | Iris Kimizoglu                  | Arno Schrooyen, Andrej Pirjevec, Ida Flemmich, Tór Marni Weihe, Tamara Ciobanu, Ana Gvritishvili                                                                                   | Emily MacPherson, Lauren Pray, Bastien Degardins                                                                                 |
| 2023-2024      | Horia-Șerban Onița                  | Tanguy Guibert                  | Arno Schrooyen, Andrej Pirjevec, Ida Flemmich, Tór Marni Weihe, Tamara Ciobanu, Ana Gvritishvili                                                                                   | Emily MacPherson, Lauren Pray, Bastien Degardins                                                                                 |
| 2022-2023      | Matteo Vespa                        | Katrīna Sproģe                  | Tanguy Guibert, Iris Kimizoglu, Andrej Pirjevec, Emily MacPherson, Tór Marni Weihe, Oraz Myradov, Ana Gvritishvili                                                                 | Antoine Bakhash, Joanna Maruszczak, Sandi Rizvić                                                                                 |
| 2022-2023      | Matteo Vespa                        | Horia-Șerban Onița              | Tanguy Guibert, Iris Kimizoglu, Andrej Pirjevec, Emily MacPherson, Tór Marni Weihe, Oraz Myradov, Ana Gvritishvili                                                                 | Antoine Bakhash, Joanna Maruszczak, Sandi Rizvić                                                                                 |
| 2021-2022      | Martina Darmanin                    | Zamzam Ibrahim                  | Matteo Vespa, Kristel Jakobson, Martin Hammerbauer, Pegi Pavletić, Ruben Janssens, Meral Nur, Stanimir Boyadzhiev                                                                  | Katrīna Sproģe, Borna Nemet, Anastasia Kreis                                                                                     |
| 2021-2022      | Martina Darmanin                    | Jakub Grodecki                  | Matteo Vespa, Kristel Jakobson, Martin Hammerbauer, Pegi Pavletić, Ruben Janssens, Meral Nur, Stanimir Boyadzhiev                                                                  | Katrīna Sproģe, Borna Nemet, Anastasia Kreis                                                                                     |
| 2021           | Martina Darmanin                    | Zamzam Ibrahim                  | Matteo Vespa, Kristel Jakobson, Martin Hammerbauer, Pegi Pavletić, Ruben Janssens, Ronja Hesse, Otto Rosenlund                                                                     | Vicky Reichling, Borna Nemet, Carmen Romero (until June), Katrīna Sproģe (substituting Carmen Romero)                            |
| 2021           | Martina Darmanin                    | Jakub Grodecki                  | Matteo Vespa, Kristel Jakobson, Martin Hammerbauer, Pegi Pavletić, Ruben Janssens, Ronja Hesse, Otto Rosenlund                                                                     | Vicky Reichling, Borna Nemet, Carmen Romero (until June), Katrīna Sproģe (substituting Carmen Romero)                            |
| 2019-2020      | Gohar Hovhannisyan (Oct.-Dec. 2020) | Martina Darmanin                | Monika Skadborg, Ursa Leban, Nina De Winter, Rajko Golovic, Helene Mariaud, Daniel Altman, Jakub Grodecki,                                                                         | Martin Paluoja, Daniel Lindblom (until November), Carmen Romero (substituting Daniel Lindblom)                                   |
| 2019-2020      | Gohar Hovhannisyan (Oct.-Dec. 2020) | Sebastian Berger                | Monika Skadborg, Ursa Leban, Nina De Winter, Rajko Golovic, Helene Mariaud, Daniel Altman, Jakub Grodecki,                                                                         | Martin Paluoja, Daniel Lindblom (until November), Carmen Romero (substituting Daniel Lindblom)                                   |
| 2019-2020      | Robert Napier (until Sept. 2020)    | Gohar Hovhannisyanm             | Daniel Altman, Jakub Grodecki, Monika Skadborg, Ursa Leban, Nina De Winter, Rajko Golovic, Helene Mariaud                                                                          | Martina Darmanin, Daniel Lindblom, Martin Paluoja                                                                                |
| 2019-2020      | Robert Napier (until Sept. 2020)    | Sebastian Berger                | Daniel Altman, Jakub Grodecki, Monika Skadborg, Ursa Leban, Nina De Winter, Rajko Golovic, Helene Mariaud                                                                          | Martina Darmanin, Daniel Lindblom, Martin Paluoja                                                                                |
| 2018-2019      | Adam Gajek                          | Katrina Koppel                  | Daniel Altma, Joāo Martins, Gohar Hovhannisyan, Monika Skadborg, Sebastian Berger, Ursa Leban, Yulia Dobyshuk                                                                      | Rob Henthorn, Hélène Mariaud, Marie Desrousseaux, (1st part of mandate), Martina Darmanin (substituting Marie Desrousseaux)      |
| 2018-2019      | Adam Gajek                          | Robert Napier                   | Daniel Altma, Joāo Martins, Gohar Hovhannisyan, Monika Skadborg, Sebastian Berger, Ursa Leban, Yulia Dobyshuk                                                                      | Rob Henthorn, Hélène Mariaud, Marie Desrousseaux, (1st part of mandate), Martina Darmanin (substituting Marie Desrousseaux)      |
| 2017-2018      | Helge Schwitters                    | Caroline Sundberg               | Chiara Patricolo, Aleksandar Šušnjar, Filip Prihoda, Gohar Hovhannisyan, João Pedro Estêvão Martins, Katrina Koppel, Yolanda Trujillo Adriá                                        | Simona Gamonte, Patrick Dempsey, Robert Henthorn                                                                                 |
| 2017-2018      | Helge Schwitters                    | Adam Gajek                      | Chiara Patricolo, Aleksandar Šušnjar, Filip Prihoda, Gohar Hovhannisyan, João Pedro Estêvão Martins, Katrina Koppel, Yolanda Trujillo Adriá                                        | Simona Gamonte, Patrick Dempsey, Robert Henthorn                                                                                 |
| 2016-2017      | Lea Meister                         | Līva Vikmane                    | Beth Button, Gramoz Shpendi, Adam Gajek, Aleksandar Šušnjar, Frederik Bach, Chiara Patricolo, Milana Jankovic (1st part of mandate), Helga Lind Mar (substituting Milana Jankovic) | Melanie Fröhlich, Filip Prihoda, Helge Schwitters                                                                                |
| 2016-2017      | Lea Meister                         | Blazhe Todorovski               | Beth Button, Gramoz Shpendi, Adam Gajek, Aleksandar Šušnjar, Frederik Bach, Chiara Patricolo, Milana Jankovic (1st part of mandate), Helga Lind Mar (substituting Milana Jankovic) | Melanie Fröhlich, Filip Prihoda, Helge Schwitters                                                                                |
| 2015-2016      | Fernando Miguel Galán Palomares     | Lea Meister                     | Liva Vikmane, Karolina Pietkiewicz, Cristi Popescu, Rebecka Stenkvist, Tijana Isoski, Viktor Grønne                                                                                | Melanie Fröhlich, Chiara Patricolo, Martin Retelj                                                                                |
| 2015-2016      | Fernando Miguel Galán Palomares     | Blazhe Todorovski               | Liva Vikmane, Karolina Pietkiewicz, Cristi Popescu, Rebecka Stenkvist, Tijana Isoski, Viktor Grønne                                                                                | Melanie Fröhlich, Chiara Patricolo, Martin Retelj                                                                                |
| 2014-2015      | Elisabeth Gehrke                    | Erin Nordal                     | Blazhe Todorovski, Maksimas Milta, Cat O’Driscoll, Karolina Pietkiewicz, Lea Meister, Tiago Estêvão Martins, Tijana Isoski                                                         | Melanie Fröhlich, William Benn, Viktor Grønne                                                                                    |
| 2014-2015      | Elisabeth Gehrke                    | Fernando Miguel Galán Palomares | Blazhe Todorovski, Maksimas Milta, Cat O’Driscoll, Karolina Pietkiewicz, Lea Meister, Tiago Estêvão Martins, Tijana Isoski                                                         | Melanie Fröhlich, William Benn, Viktor Grønne                                                                                    |
| 2013-2014      | Rok Primozic                        | Elisabeth Gehrke                | Fernando Miguel Galán Palomares, Erin Nordal, Elin Blomqvist, Nevena Vuksanovic, Blazhe Todorovski, Maroš Korman, Maksim Milto, Michael Tolentino Frederiksen                      | Gabriela Bergan, Tiago Estêvão Martins, Aengus Ó Maoláin (1st part of mandate), Melanie Fröhlich (substituting Aengus Ó Maoláin) |
| 2013-2014      | Rok Primozic                        | Fernando Miguel Galán Palomares | Fernando Miguel Galán Palomares, Erin Nordal, Elin Blomqvist, Nevena Vuksanovic, Blazhe Todorovski, Maroš Korman, Maksim Milto, Michael Tolentino Frederiksen                      | Gabriela Bergan, Tiago Estêvão Martins, Aengus Ó Maoláin (1st part of mandate), Melanie Fröhlich (substituting Aengus Ó Maoláin) |
| 2012-2013      | Karina Ufert                        | Taina Moisander                 | Fernando M.Galan Palomares, Florian Kaiser, Blazhe Todorovski, Tinja Zerzer, Nevena Vuksanovic, Elisabeth Gehrke, Liliya Ivanova                                                   | Aengus Ó Maoláin, Karl Agius, Brikena Xhomaqi (until November 2012), Gabriela Bergan (substituting Brikena Xhomaqi)              |
| 2012-2013      | Karina Ufert                        | Rok Primozic                    | Fernando M.Galan Palomares, Florian Kaiser, Blazhe Todorovski, Tinja Zerzer, Nevena Vuksanovic, Elisabeth Gehrke, Liliya Ivanova                                                   | Aengus Ó Maoláin, Karl Agius, Brikena Xhomaqi (until November 2012), Gabriela Bergan (substituting Brikena Xhomaqi)              |
| 2011-2012      | Allan Päll                          | Rok Primozic                    | Nevena Vuksanovic, Kaloyan Kostadinov | |
| 2010-2011      | Bert Vandenkendelaere               | Rasa Cincyte                    | Robert Santa, Karina Ufert | |
| 2009-2010      | Ligia Deca                          | Allan Päll                      | Andrea Blättler, Alma Joensen, Bert Vandenkendelaere | |
| 2008-2009      | Ligia Deca                          | Anita Lice                      | Bruno Carapinha, Alma Joensen, Olav Øye | |
| 2007           | Koen Geven                          |                                 | Anela Beso, Bartlomiej Banaszak, Lara Lena Tischler, Maria Noleryd, Matthew Tabone, Viorel Proteasa                                                                                | |
| 2006           | Justin Fenech                       |                                 | Maher Tekaya, Sime Visic, Marja-Liisa Alop, Tatsiana Khoma, Victor Vidilles, Janja Komljenovic                                                                                     | |
| 2005           | Vanja Ivosevic                      |                                 | Öyvind Reidar Bakke, Justin Fenech, Marzia Foroni, Katja Kamsek, Jean-Baptiste Prévost, Marija Stambolieva                                                                         | |
| 2004           | Johan Almqvist                      |                                 | Marzia Foroni, Lene Henriksen, Vanja Ivosevic, Péter Puskás, Robin Semal, Chris Weavers                                                                                            | |
| 2003           | Stefan Bienefeld                    |                                 | Johan Almqvist, Mads Aspelin, Nikki Heerens, Vanja Ivosevic, Marija Mitrovic, Bettina Schwarzmayr                                                                                  | |
| 2002           | Martina Vukasovic                   |                                 | Petra Arsic, Stefan Bienefeld, John C. Friend-Pereira, Chris O’Sullivan | |
| 2001           | Jacob Henricson                     |                                 | Stefan Bienefeld, Ante Matic, Marlous Veldt, Martina Vukasovic | |
| 2000           | Remi Bordu                          |                                 | Polona Car, Aleksandar Dimiskov, Magne Hustavenes, Taru Liira | |
| 1999           | Antti Pentikäinen                   |                                 | Remi Bourdu, Anja Kovacs, Marieke Rietbergen, Uros Vajgl | |
| 1998           | Peter Sondgaard                     |                                 | Antti Pentikäinen, Judith Sargentini, Emese Szitasi, Hilde W. Wibe | |
| 1997           | Agnieszka Bolimowska                |                                 | Malcolm Byrne, Outi Hannula, Helena Randerborg, Reuben Seychell | |

## Organisations associées
Les membres associés de l'ESU sont des organisations étudiantes paneuropéennes et internationales qui ont des objectifs similaires à l'ESU. Les critères d'adhésion exigent que l'organisation soit démocratique et dirigée par des étudiants, qu'elle ait des étudiants ou des NUS comme membres et qu'elle représente des étudiants d'au moins 8 pays parties à la Convention culturelle européenne. Les organisations associées peuvent assister et prendre la parole à toutes les réunions de l'ESU, mais ne peuvent pas voter aux réunions du conseil d'administration.
- Association of Norwegian Students Abroad (ANSA)
- European Dental Students Association (EDSA)
- European Deaf Students' Union (EDSU)
- European Nursing Students Association (ENSA)
- European Medical Students' Association (EMSA)
- European Pharmaceutical Students' Association (EPSA)
- European Union of Jewish Students (EUJS)
- Forum of European Muslim Youth and Student Organisation (FEMYSO)
- International Association for Political Science Students (IAPSS)
- International Federation of Medical Students' Associations (IFMSA)
- International Lesbian, Gay, Bisexual, Transgender and Queer Youth and Student Organisation (IGLYO)
- International Students of History Association (ISHA)
- Organising Bureau of European School Student Unions (OBESSU)

## Membres de plein exercice
- Arménie : Armenian National Students Association (ANSA)
- Allemagne : freie zusammenschluss von studentInnenschaften (fzs)
- Autriche : Österreichische HochschülerInnenschaft (ÖH)
- Biélorussie : Belarus Student Association (BSA)
- Biélorussie : Brotherhood of Organizers of Student Self-governance (BOSS)
- Belgique : Fédération des étudiant(e)s francophones (FEF)
- Belgique : Vlaamse Vereniging van Studenten (VVS)
- Bosnie-Herzégovine : Studentska Unija Republika Srpska (SURS)
- Bulgarie : Nacionalno Predstavitelstvo na Studentskite Saveti v Republika Balgaria (NASC)
- Chypre : Pagkypria Omospondia Foititikon Enoseon (POFEN)
- Croatie : Hrvatski Studentski Zbor (CSC)
- Danemark : Danske Studerendes Fællesråd (DSF)
- Espagne : Coordinadora de Representantes de Estudiantes de Universidades Públicas (CREUP)
- Estonie : Eesti Üliõpilaskondade Liit (EÜL)
- Finlande : Suomen Ammattikorkeakouluopiskelijayhdistysten Liitto (SAMOK)
- Finlande : Suomen Ylioppilaskuntien Liitto (SYL)
- France : Fédération des associations générales étudiantes (FAGE)
- Géorgie : Georgian Student’s Organizations Association (GSOA)
- Hongrie : Hallgatói Önkormányzatok Országos Konferenciája (HÖOK)
- Îles Féroé: Meginfelag Føroyskra Studenta (MFS)
- Irlande : Union of Students in Ireland (USI)
- Islande : Stúdentaráð Háskóla Íslands (LÍS)
- Israël : National Union of Israeli Students (NUIS)
- Italie : Unione degli Universitari (UdU)
- Lettonie : Latvijas Studentu Apvieniba (LSA)
- Lituanie : Lietuvos Studentu Sajunga (LSS)
- Luxembourg : Union Nationale des Étudiant-e-s du Luxembourg (UNEL)
- Malte : Kunsill Studenti Universitarji (KSU)
- Moldavie: Alianța Studenților din Moldova (ASM)
- Monténégro: Studentski Parlament Univerziteta Crne Gore (SPUM)
- Norvège : Norsk Studentunion (NSO)
- Pays-Bas : Interstedelijk Studenten Overleg (ISO)
- Pays-Bas : Landelijke Studenten Vakbond (LSVb)
- Pologne : Parlament Studentów Rzeczypospolitej Polskiej (PSRP)
- Portugal : Fórum Académico para a Informação e Representação Externa (FAIRe)
- République tchèque: Studentská komora Rady vysokých škol (SK RVŠ)
- Roumanie : Alianta Nationala a Organizatiilor Studentesti din România (ANOSR)
- Royaume-Uni : National Union of Students (NUS-UK)
- Serbie : Studentska Unija Srbije (SUS)
- Serbie : Student Conference of Serbian Universities (SKONUS)
- Slovaquie : Študentska Rada Vysokých Škôl (ŠRVŠ)
- Slovénie : Študentska Organizacija Slovenije (ŠOS)
- Suède : Sveriges Förenade Studentkårer (SFS)
- Suisse : Union des étudiant-e-s de Suisse (VSS-UNES-USU)
- Ukraine : Ukrainian Association of Students Self-governments (UAS)